# 來天惠
來天惠（英語：William Henry Gleysteen, Jr.，英文音译“小威廉·亨利·格莱斯廷”，1926年5月6日—2001年12月6日），是一名北京出生的美國職業外交官，曾任美國駐韓大使、台北的美國駐中華民國大使館副館長，及華盛頓的國務院亞太局副助卿等職。來氏被認為是美國外交界的東亞通和中國通，協助重整了美國國務院在麥卡錫主義盛行期間遭到破壞的對華事務專家體系，並參與了1970年代美國台海兩岸政策的轉變過程。而在他就任駐韓大使期間，則因為適逢朴正熙遇刺、全斗煥掌權之際的動盪時期，而成為雙十二政變、光州事件等重大事態中的美方關鍵人物。
除了在台灣、韓國的勤務之外，來天惠亦曾派駐到香港、日本的美國使領館擔任政治處、經濟處官員。退休之後，還出任美國亞洲協會（Asian Foundation）理事長和日本協會主席，2002年時於華府病逝。

## 生平
來天惠於1926年5月在北京出生，父親來儀庭（William H. Gleysteen, Sr.）是隸屬於美國長老會、1904年赴華的傳教士，並在當地從事教育工作。中國抗日戰爭爆發後的1937年，來氏一家人被日本軍捉捕，並於1938年關入山東省的潍县集中营，之後才獲准遣返，1943年12月時回到美國:7。來天惠於1944年入伍美國海軍，1946年退役，接著便就讀耶魯大學，分別於1949年和1951年拿到學士、碩士學位:7。

### 外交生涯
1951年，從碩士班畢業的來天惠，隨即加入美國國務院，於執行秘書處（S/S）工作至1955年:1。在此期間，以參議員約瑟夫·麥卡錫為首，反共的麥卡錫主義興起，許多政壇人士被冠上親共者的名號，並遭到整肅，而來天惠亦被列入懷疑對象之中，因為他具有在華成長的背景，再加上其岳父柯樂博是國務院的中國專家、也是麥卡錫風潮中的知名受害者。但來天惠之後仍通過了安全審查，而得以派赴海外:11-12。

#### 派駐台灣、日本和香港
1955年4月，來天惠從華府分發到美國在台中開設的語言學校進修中文，修畢後於1956年9月派往台北的美國駐中華民國大使館。雖然他原訂的職位在使館政治處，但之後就改調到領事處執勤6個月，擔任了簽證官、面談員等職務，接下來又轉任大使館經濟處的經濟官:19-20。
1958年10月，來天惠前往東京的美國駐日大使館任職，先後擔任過政治官和美國駐日大使助理，而他在此期間也與漢城的美國駐韓大使館和數位韓國駐日外交官進行過交流，當中包括韓國駐日大使柳泰夏、及後來接替朴正熙成為韓國總統的崔圭夏，進而增加了對韓事務的認識:37。1962年8月，來天惠調至美國駐香港總領事館，擔任總領館中國部（China Section）官員和經濟官，就近觀察當時中華人民共和國的經濟、社會等狀況，審視相關情資並向上彙報:42-44。

#### 返美任職
1965年，來天惠結束了在美國駐港總領館的勤務，至哈佛大學修習進階課程，參加了哈佛國際關係中心（Center for International Affairs）開設、亨利·季辛吉主辦的鮑伊研討會（Bowie Seminar），1966年至1969年間於國務院的國際組織事務局（IO）擔任聯合國政治事務處（UNP）副處長一職:54-55。1969年至1971年間任國務院情報研究局亞太處（INR/EAP）處長:3,64。

#### 駐台北大使館副館長
當來天惠返美任職六年、且其於情報研究局的任期快要屆滿時，曾詢問是否有機會調回東亞，最後經美國駐中華民國大使馬康衛同意:71-72，於1971年6月再次調派台灣，擔任美國大使館副館長。雖然兩人在部分議題（如美國對北京政策）上有所差異，但馬氏與來天惠這位副手相處融洽，還在工作上給了他很大的權限:71-72。
在來天惠的副館長任期內，美國對華政策迅速轉變。1971年，「中國代表權問題」已經在聯合國大會中展開表決，而季辛吉也秘訪了中國大陸。來天惠在當年8月21日時，曾與中華民國外交部北美司長錢復洽談聯大代表權案及安全理事會席次問題、並互相交換意見，之後兩人談論的結果便經美大使館作成報告上交國務院。
當1974年馬康衛卸任、安克志抵台履新之前，來天惠曾短暫代理主導使館館務:72。返美之後的來天惠成為國務院亞太局副助卿，任職兩年後，於1976年借調至白宮的美國國家安全會議擔任幕僚至1977年止。

### 駐韓大使
來天惠於1977年自國安會任期屆滿並調返國務院，1978年經卡特總統任命為駐大韓民國大使，赴韓履新後背負著特殊任務、要與朴正熙政府談判駐韓美軍45,000人的裁編，甚至全面撤出的遠程計劃。但在來天惠與朴正熙進行了數次商談之後，他決定與國務卿范錫一起反對撤兵。最後，來天惠成功說服了卡特，美軍駐韓部隊的裁減方案得以終止。在來天惠任內，朴正熙於1979年10月26日被韓國中央情報部部長金載圭槍殺，此後美國介入此案的說法甚囂塵上。

### 退休後
來天惠在這段危機結束不久之後就從任上退休，並前往美國外交關係協會任職研究主任，去世之後遺下第二任妻子王妙蓮（Marilyn Wong）及他們所生的女兒，以及與他第一任妻子所生的三位子女。